# Paramarbla tenera
Paramarbla tenera är en fjärilsart som beskrevs av Holland 1893. Paramarbla tenera ingår i släktet Paramarbla och familjen tofsspinnare. Inga underarter finns listade i Catalogue of Life.